# Aisimos
Aisimos (altgriechisch Αἴσιμος Aísimos) ist eine Gestalt der griechischen Mythologie.
Aisimos war ein mythischer Heros von Tenedos. Laut dem byzantinischen Gelehrten Tzetzes war er ein Sohn der Amphithea und Vater des Sinon. Tzetzes identifiziert Aisimos’ Mutter mit der gleichnamigen Mutter der Antikleia. Nach diesem Stammbaum wären Sinon und Odysseus Vettern gewesen.